# Monique Mujawamariya
Monique Mujawamariya (sinh ngày 27 tháng 7 năm 1955) là một nhà hoạt động nhân quyền người Rwanda, và chuyển đến Canada và sau đó là Nam Phi. Bà là một người sống sót của nạn diệt chủng Rwanda và bà đã giành được một giải thưởng quốc tế vào năm 1995. Vào năm 2014, bà đến sống ở Nam Phi, nơi bà quan tâm đến quyền của phụ nữ.

## Cuộc sống
Monique Mujawamariya sinh tại Butare ở Rwanda năm 1955. Bà bắt đầu quan tâm đến nhân quyền và hình thành ADL Rwanda (Hiệp hội Quốc phòng của người và Tự do công cộng Rwanda).

## Cuộc diệt chủng
Vào ngày 6 tháng 4 năm 1994, Tổng thống Rwandan Juvenal Habyarimana đã chết khi máy bay của ông bị bắn hạ và sự kiện này ngay trước nạn diệt chủng Rwanda, trong đó ước tính có khoảng 800.000 đến 1.000.000 người được cho là đã chết. Mujawamariya là một nhân vật bị nhắm đến ở Kigali, nơi Đài phát thanh truyền hình miễn phí Mille Collines gọi bà là "người yêu nước xấu đáng bị chết". Bà liên lạc với Alison Des Forges cứ 30 phút một lần vì mối đe dọa này và vụ tai nạn máy bay. Des Forges là thành viên của Tổ chức Theo dõi Nhân quyền và được yêu cầu chăm sóc con cái của Mujawamariya.
Mujawamariya trốn thoát bằng cách chạy vào khu vườn của mình cho đến khi những người lính rời đi. Bà sau đó trốn dưới mái nhà trong 40 giờ trước khi dũng cảm đến gần những người lính chỉ với hình ảnh của người chồng quá cố của mình trong bộ đồng phục. Sau khi bà đã trả một khoản hối lộ đáng kể, bà đã có thể trốn thoát và liên lạc với Des Forges. Des Forges sắp xếp cho bà được đưa vào danh sách sơ tán, và hộ tống Mujawamariya qua những người lính vây quanh sân bay. Mujawamariya trốn thoát, đã gửi con mình đến miền nam của đất nước. Vài tuần sau, bà vẫn không biết chuyện gì đã xảy ra với ba đứa con của mình.
Mujawamariya đã bay đến Washington, nơi bà gặp Anthony Lake, cố vấn an ninh quốc gia Hoa kỳ dưới thời Tổng thống Bill Clinton.
Bà được trao giải thưởng Dân chủ từ nguồn tài trợ dân chủ quốc gia năm 1995, và cùng năm đó, bà được trao bằng tiến sĩ danh dự của trường Cao đẳng Amherst.
Năm 2014, Mujawamariya sống ở Cape Town nơi bà làm việc về các vấn đề liên quan đến quyền của phụ nữ. Bà trở về Rwanda để dự đám cưới của con trai William vào năm 2014.